# Черешово
Черешово (грч. Παγονέρι, Пагонери) је насељено место у општини Зрново у периферији Источна Македонија и Тракија, Грчка. Према попису из 2021. године било је 102 становника.
Према бугарском географу и историчару, Василу Канчову, у Черешову је 1900. године живело 1.100 Словена хришћана и 100 Турака. Током Другог балканског и Првог светског рата село је настрадало и део мештана је избегао, тако је после рата остало 668 житеља. Избегло словенско становништво је насељено у месту Гоце Делчев и околини (бугарска Македонија). Године 1923. преостало турско становништво је принудно исељено у Турску и 296 Словена у Бугарску, а на њихово место је насељено 30 грчких избегличких породица, укупно 106 особа. На попису из 1928. године Черешово је мешовито насеље са 341 становником. За време 1945—1946. године преостало словенско становништво је због терора грчких десничарских снага избегло у Бугарску.